# Ranulfo Cortés
Ranulfo Cortés (9 luglio 1934 – 3 aprile 1994) è stato un calciatore messicano, di ruolo attaccante.

## Carriera
Con la Nazionale messicana ha preso parte ai Mondiali 1954.